# Golden Valley, Arizona
Golden Valley är en ort (CDP) i Mohave County, i delstaten Arizona, USA. Enligt United States Census Bureau har orten en folkmängd på 8 370 invånare (2010) och en landarea på 204 km².